# Endre Rajk
Endre Rajk (geboren 1899 in Székelyudvarhely, Österreich-Ungarn; gestorben 6. September 1960 in Kronach, Bundesrepublik Deutschland) war ein ungarischer faschistischer Politiker. 

## Leben
Endre Rajks Vater war ein deutschstämmiger Schuhmacher in Siebenbürgen, der seinen Familiennamen Reich im Jahr 1890 zu Rajk magyarisierte. In der kinderreichen, aufstiegswilligen Familie wurde sein ältester Bruder Arzt, ein anderer Elektroingenieur, er selbst kaufmännischer Angestellter in Budapest. Sein jüngerer Bruder László Rajk (1909–1949) wurde ein kommunistischer Aktivist und Politiker.
Endre Rajk verließ 1915 die Mittelschule ohne Abschluss und wurde wegen einer Augenverletzung nicht zum Kriegsdienst eingezogen. Er zog zu einem älteren Bruder nach Budapest, der ihm eine Stelle als Bürogehilfe besorgte. Rajk machte Karriere und wurde Leiter der Landwirtschaftlichen Einkaufsgenossenschaft „Hangya Szövetkezet“. 1937 bis 1939 war er Direktor der Landwirtschaftsgenossenschaft „EKE“. 
Rajk schloss sich 1936 den ungarischen faschistischen Pfeilkreuzlern an und rückte 1939 in die Parteiführung der weitgehend einflusslosen Partei auf. Nach der Erinnerung von Péter Nádas, dessen Eltern nach 1945 für Lászlo Rajk arbeiteten, war er auch Parlamentarier. Nach dem von den Deutschen unterstützten Putsch im Oktober 1944 und der Absetzung des Reichsverwesers Miklós Horthy wurde Rajk in der kurzlebigen Regierung Ferenc Szálasi zum Staatssekretär für Versorgung ernannt. Die Pfeilkreuzlerregierung setzte die Judenverfolgung, die im Horthy-Regime zur Deportation von über 400.000 ungarischen Juden in das KZ Auschwitz geführt hatte, mit antijüdischem Terror gegen die in Budapest verbliebenen Juden fort. 
Sein Bruder László war im kommunistischen Widerstand und wurde von den Pfeilkreuzlern verhaftet. Endre Rajk erschien im März 1945 als Zeuge vor dem Standgericht und konnte die sofortige Verurteilung und Hinrichtung des Bruders hinauszögern. Als die Pfeilkreuzler-Administration, unter ihnen auch Endre Rajk, vor der Roten Armee fliehen musste, wurde auch László Rajk ins Deutsche Reich nach München verschleppt. Er gelangte nach Kriegsende zurück nach Ungarn. 
Im Juni 1945 wurde Endre Rajk von der US-Army als Kriegsverbrecher verhört und war zwei Jahre in einem Lager in Salzburg interniert. Dass Endre Rajk nicht wie andere Pfeilkreuzler aus der Amerikanischen Zone Österreichs als Kriegsverbrecher an Ungarn ausgeliefert und dort vor dem Volkstribunal angeklagt wurde, verdankte er der Intervention seines Bruders, der in Ungarn rasch in höhere politische Positionen bis ins Amt des Innenministers aufstieg. László Raijk wurde 1949 nach einem stalinistischen Schauprozess wegen angeblicher Spionage hingerichtet, dabei wurden ihm auch seine Kontakte zu seinem faschistischen Bruder vorgeworfen.
Endre Rajk lebte in der Emigration mit seiner zweiten Frau und zwei Kindern in der Bundesrepublik Deutschland und hing weiterhin den faschistischen Ideen an. Seine autobiografischen Aufzeichnungen blieben unveröffentlicht und dienten 2006 als eine Grundlage für das vom britischen Journalisten Duncan Shiels veröffentlichte Buch The Brothers Rajk, bei dem der Neffe László Rajk, Junior mitwirkte und ein Nachwort schrieb. 

## Schriften
- Rajk Endre: László öcsémmel beszélgetek. In: Társadalmi Szemle, Heft 8/9, 1991, S. 144–154 ISSN 0039-971X